# لوئیز ماتار
 لوئیز ماتار (انگلیسی: Luiz Mattar؛ زاده ۱۸ اوت ۱۹۶۳) یک تنیس‌باز اهل برزیل است.